# Radiodiscus compactus
Radiodiscus compactus é uma espécie de gastrópode  da família Charopidae.
É endémica do Brasil.